# Georg Meck
Georg Meck (* 30. Mai 1967 in Giengen an der Brenz) ist ein deutscher Wirtschaftsjournalist und Autor. Seit April 2023 stellt er zusammen mit Franziska Reich die Chefredaktion des Focus.

## Leben
Georg Meck studierte an der Eberhard Karls Universität Tübingen Volkswirtschaftslehre, Politik und Spanisch. Nach dem Examen 1994 absolvierte er ein Volontariat beim Nachrichtenmagazin Focus. 1999 wechselte er als EU-Korrespondent nach Brüssel, um über europäische Wirtschafts- und Finanzthemen zu berichten. 2001 folgte der Eintritt in die Wirtschaftsredaktion der Frankfurter Allgemeinen Zeitung. Meck wurde Mitglied der Gründungsmannschaft der FAS, dort stieg er zum Ressortleiter für Wirtschaft/Geld&Mehr auf. Im Oktober 2021 übernahm er die Chefredaktion des Wirtschaftsmagazins Focus Money in München. Meck arbeitete mit an dem Dokudrama Der große Fake – Die Wirecard Story (2021), der von RTL gesendet wurde. Im April 2023 wurde Meck Chefredakteur des Focus, als Teil einer Doppelspitze mit Franziska Reich.
Meck ist verheiratet und hat drei Kinder.

## Veröffentlichungen
- Vertrauen ist besser. Biographie über den Unternehmer Ortwin Goldbeck. Verlag Herder, Freiburg, 2021, ISBN 3-451-82562-7
- mit Bettina Weiguny: Wirecard: Das Psychogramm eines Jahrhundertskandals"  Das Buch zum Doku-Drama auf TV Now. Goldmann, München, 2021, ISBN 3-442-31631-6
- Auto. Macht. Geld. Die Geschichte der Familie Porsche Piech. Rowohlt Berlin, 2016, ISBN 3-87134-171-1
- mit Bettina Weiguny: Der Elitenreport. Rowohlt Berlin, 2018
- mit Gerhard Schröder: Klare Worte. Ein Gespräch über Mut, Macht und unsere Zukunft. Herder-Verlag, Freiburg, 2014
- The Deutsche. Investmentbanker an der Macht. Campus-Verlag, 2012
- Was wissen Sie über Wirtschaft? Der große F.A.Z.-Test. Eichborn, 2011
- Das Geld kriegen immer die anderen. Eine Abrechnung. Eichborn, 2008

## Ehrungen und Auszeichnungen
- 1. Platz „Bester Chefredakteur/Wirtschaftschef“ im Jahr 2020, Zeitschrift Wirtschaftsjournalist
- 2. Platz „Wirtschaftsjournalist des Jahres“, 2020, 2019 und 2018, Medium Magazin
- 2. Platz „Bester Wirtschaftsjournalist in 20 Jahren“, 2021, Zeitschrift Wirtschaftsjournalist
- Herbert Quandt Medien-Preis für Unternehmerporträts in der FAZ, 2002
- State-Street-Preis für Finanzjournalisten, 2010
- DDV-Preis für Wirtschaftsjournalisten (Print), 2010